# Saab 93
De Saab 93 was een auto gemaakt door Saab. Het model werd bekendgemaakt op 18 augustus 1955 en werd voor het eerst gepresenteerd op 1 december 1955. Het model was vormgegeven door Sixten Sason en had een in lengterichting geplaatste driecilinder-tweetaktmotor van 748 cc met 33 pk (25 kW). De versnellingsbak had drie versnellingen waarvan de eerste niet gesynchroniseerd was. Om problemen met smering en vastlopen te voorkomen was de bak voorzien van een vrijloop. In 1957 werden als optie tweepuntsveiligheidsgordels gemonteerd. De 93 was de eerste Saab die uit Zweden werd geëxporteerd, de meeste naar de VS. Een Saxomat-koppeling en een zonnedak waren beschikbaar als optie.
Op 2 september 1957 werd de 93B geïntroduceerd. De tweedelige voorruit werd vervangen door een ruit uit één stuk.
In 1957 finishte Erik Carlsson als eerste in de Finland Rally in een Saab 93, in 1959 was hij eerste in de Zweden Rally, ook in een Saab 93.
Laat 1959 werd de 93F op de markt gebracht, met aan de voorkant scharnierende deuren van de Saab GT750 en de Saab 95. 1960 was het laatste productiejaar. De 93 werd vervangen door de Saab 96, hoewel beide modellen nog tegelijkertijd leverbaar waren. In totaal zijn 52.731 Saab 93s gemaakt.
De Saab 93 moet niet worden verward met de Saab 9-3.

## Rallygeschiedenis

### 1956
- Wiesbaden Rally, Duitsland, 24 juni 1956
  - 1e Bengt Jonsson en Kjell Persson
- Viking Rally, Noorwegen
  - 1e Carl-Magnus Skogh
  - 2e Erik Carlsson
  - 4e Ivar Andersson
- Rikspokalen, Zweden
  - 1e Erik Carlsson
- Scandiatrofén, Zweden
  - 1e Erik Carlsson en Carl-Magnus Skogh (gedeeld)
- Tour d'Europe Continental
  - 2e Rolf Mellde en Sverker Benson
- Tulpenrally, Nederland
  - 2e Sture Nottorp en Charlie Lohmander
  - 3e Gunnar Bengtsson en Sven Zetterberg
  - 7e Bengt Jonsson en Sölve Relve

### 1957
- Mille Miglia, Turismo Preparato 750 cc, Italië
  - 1et Charlie Lohmander en Harald Kronegård
- GAMR - Great American Mountain Rallye, USA
  - 1e Bob Wehman en Louis Braun, USA
  - 1e Best marque team
  - 6e Rolf Mellde en Morrow Mushkin
  - 17eh Jerry Jankowitz en Doris Jankowitz
- 1000 Meren Rally, Finland
  - 1e Erik Carlsson
  - 1e Best marque team Erik Carlsson, Carl Otto Bremer, Harald Kronegård
  - 1e Finnish champion, Carl Otto Bremer
- Rallye Adriatique, Joegoslavië
  - 1e R M Hopfen
- Lime Rock Rally, USA
  - 1e Bob Wehman
- Rikspokalen, Zweden
  - 1e Carl-Magnus Skogh
- Finnish Snow Rallye, Finland
  - 2e Erik Carlsson
- Acropolis Rally Greece
  - 2e Henri Blanchoud
- Rallye Atlas-Oasis, Marokko
  - 2e Harald Kronegård en Leonce Beysson

### 1960
- Finnish Snow Rallye, Finland
  - 1e Carl Otto Bremer

## Beroemde eigenaren
- Jay Leno heeft een grijze 1958 93B in zijn verzameling.